# Privolnoïe
Privolnoïe ou Privolnoïé (en russe : Привольное) est une localité rurale du kraï de Stavropol, district de Krasnogvardeïski au sud de la Russie, dans la région économique du Caucase du Nord.
Sa population était de 3 350 habitants en 2010.
C'est la ville natale de Mikhaïl Gorbatchev (1931-2022), où il grandit dans une ferme collective.